# 阿塞韦多
阿塞韦多，是西班牙卡斯蒂利亚-莱昂莱昂省的一个市镇。总面积50.18平方公里，总人口271人（2001年），人口密度5人/平方公里。